# Mormyrus longirostris
Mormyrus longirostris es una especie de pez elefante eléctrico perteneciente al género Mormyrus en la familia Mormyridae presente en varias cuencas hidrográficas de África, entre ellas el sistema Mweru-Luapula-Bangweulu, los lagos Malawi, Chiuta, Rukwa y Tanganyika y los ríos Cunene, Zambezi, Buzi y Zambezi, entre otros. Es nativa de la República democrática del Congo, Malawi, Mozambique, Tanzania, Zambia y Zimbabue; y puede alcanzar un tamaño aproximado de 75,0 cm.

## Estado de conservación
Respecto al estado de conservación, se puede indicar que de acuerdo a la IUCN, esta especie puede catalogarse en la categoría «Preocupación menor (LC)».